# Graphosoma
Graphosoma és un gènere d'insectes heteròpters de la família dels pentatòmids, popularment coneguts com a xinxes ratllades, bernats vermells o pudents. Viuen a la Regió Paleàrtica.

## Característiques
El seu tret més significatiu són els patrons acolorits consistents en una combinació de taronja, roig o groc amb negre. Els patrons negres estan disposades al dors formant franges paral·leles, de vegades reduïdes a fileres de grans punts, i al ventre formant taques regulars.

## Història natural
Es solen veure agrupades sobre les flors de les apiàcies i asteràcies per copular.
Recents estudis han dedicat molta atenció tant a la formació com al paper ecològic d'este patró de color inusual i longitudinalment estriat, que ha demostrat dependre de la melanització de la cutícula. L'epidermis és uniformement taronja o roja mentre que la cutícula melanitzada forma el color negre. Esta organització alterna de color fosc i clar que pot desenvolupar diferents funcions, ja siga una funció aposemàtica o una funció críptica.

## Taxonomia
El gènere va ser revisat a principis del segle passat (1903) per Géza Horváth, qui va ser el primer en estudiar i il·lustrar la genitàlia masculina de les espècies europees. Estudis ulteriors van incloure: espècies otomanes (1959), variació intraespecífica dels patrons de color (1909), la discussió sobre l'estatus de G. italicum (1956), el reconeixement d'espècie estatus de G. interruptum (1983) nativa de les Illes Canàries. Després de l'establiment de la sinonímia de G. creticum amb G. italicum (2007), el gènere va estar format per huit espècies, inclosa G. alkani (1959), encara considerat com una espècie vàlida però probablement sinònim de G. stali (1881).
Inclou les espècies següents:
- Graphosoma alkani

- Graphosoma consimile
- Graphosoma interruptum
- Graphosoma lineatum - xinxa ratllada
- Graphosoma melanoxanthum
- Graphosoma rubrolineatum
- Graphosoma semipunctatum - xinxa puntejada
- Graphosoma stali

## Galeria

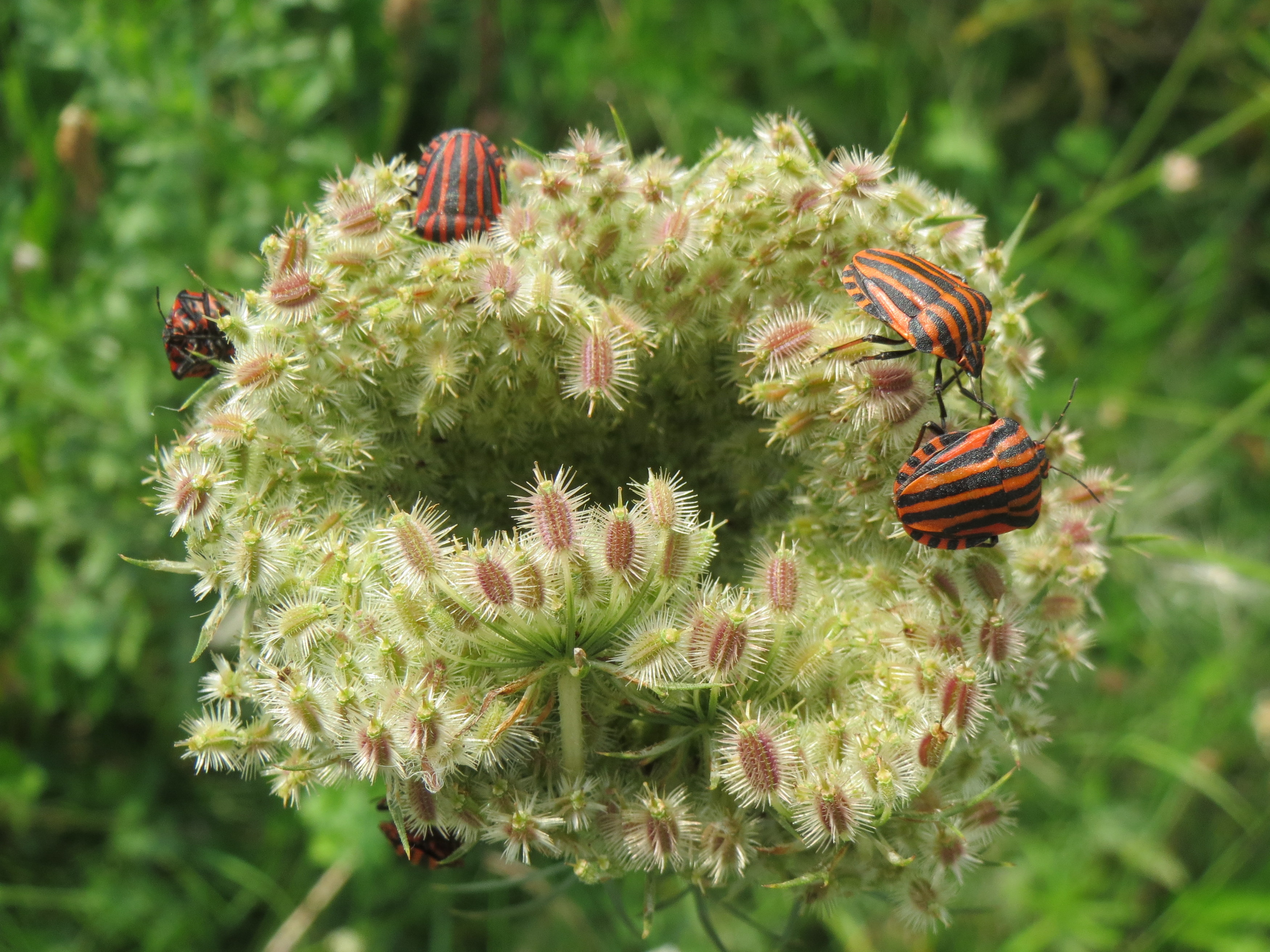
Agrupacions de xinxes ratllades (G. lineatum) sobre una infructescència de carlota (Daucus carota)
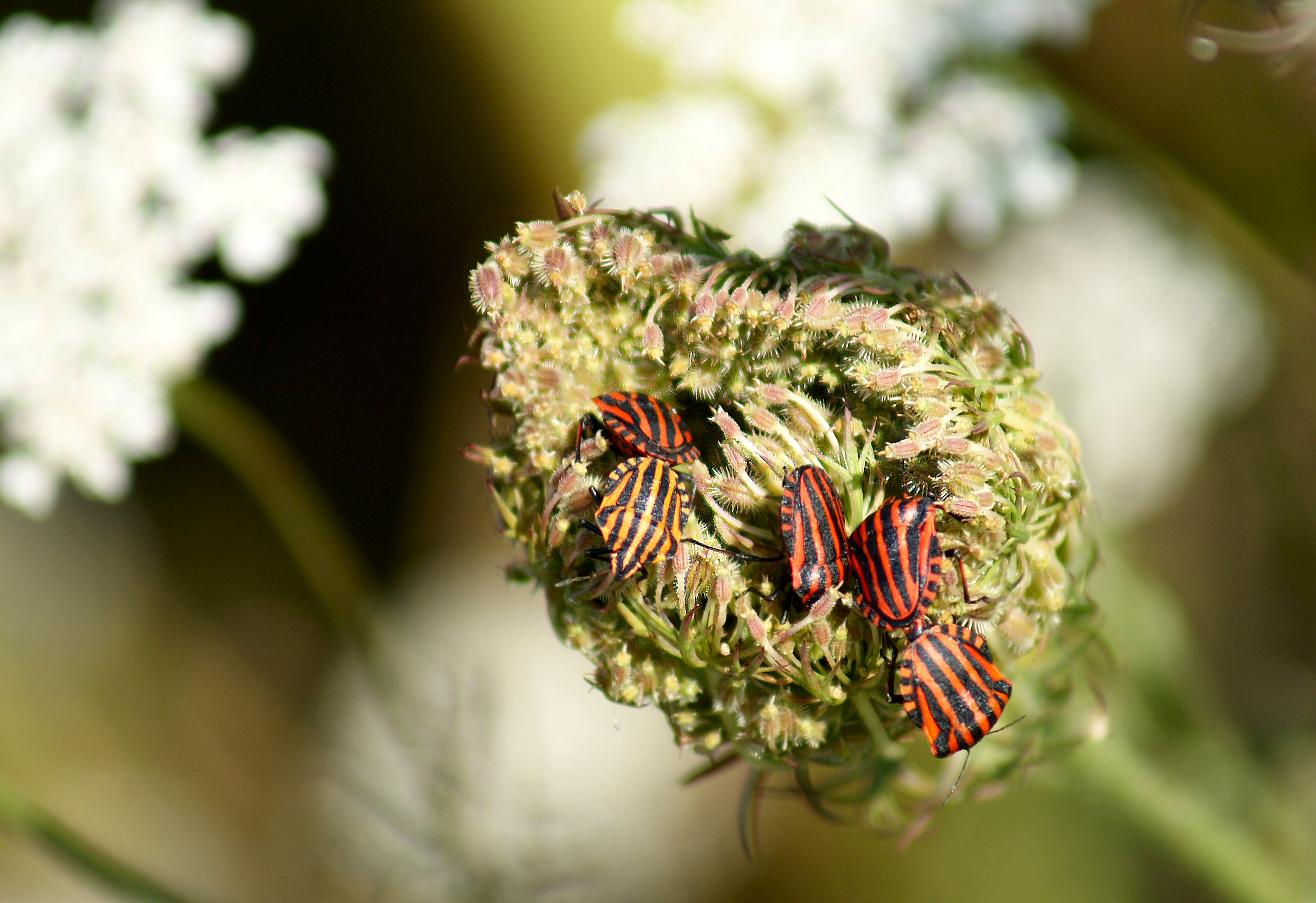
Còpules de xinxes ratllades (G. lineatum) sobre la fructescència d'anyol (Conopodium majus)
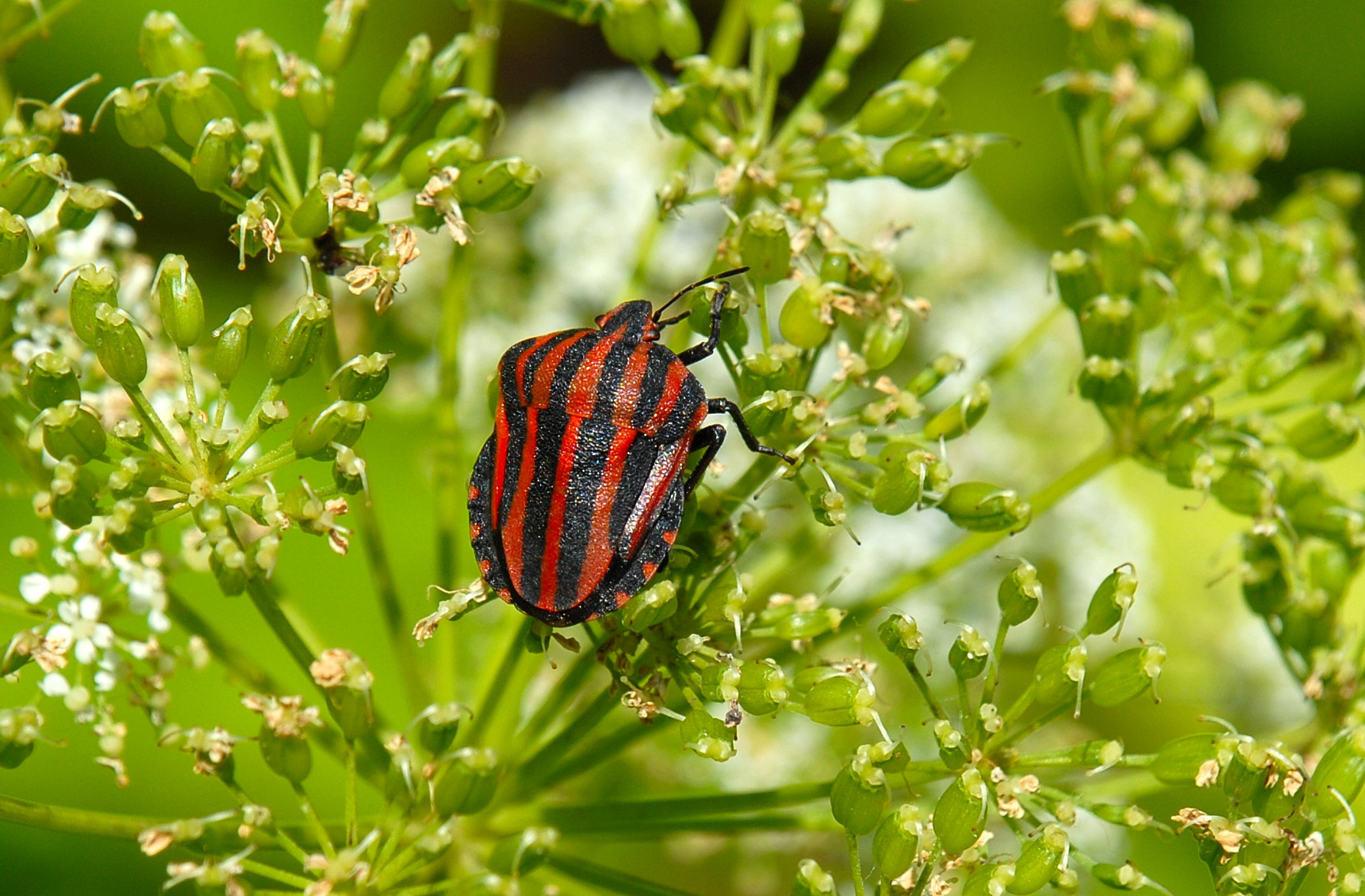
Graphosoma rubrolineatum
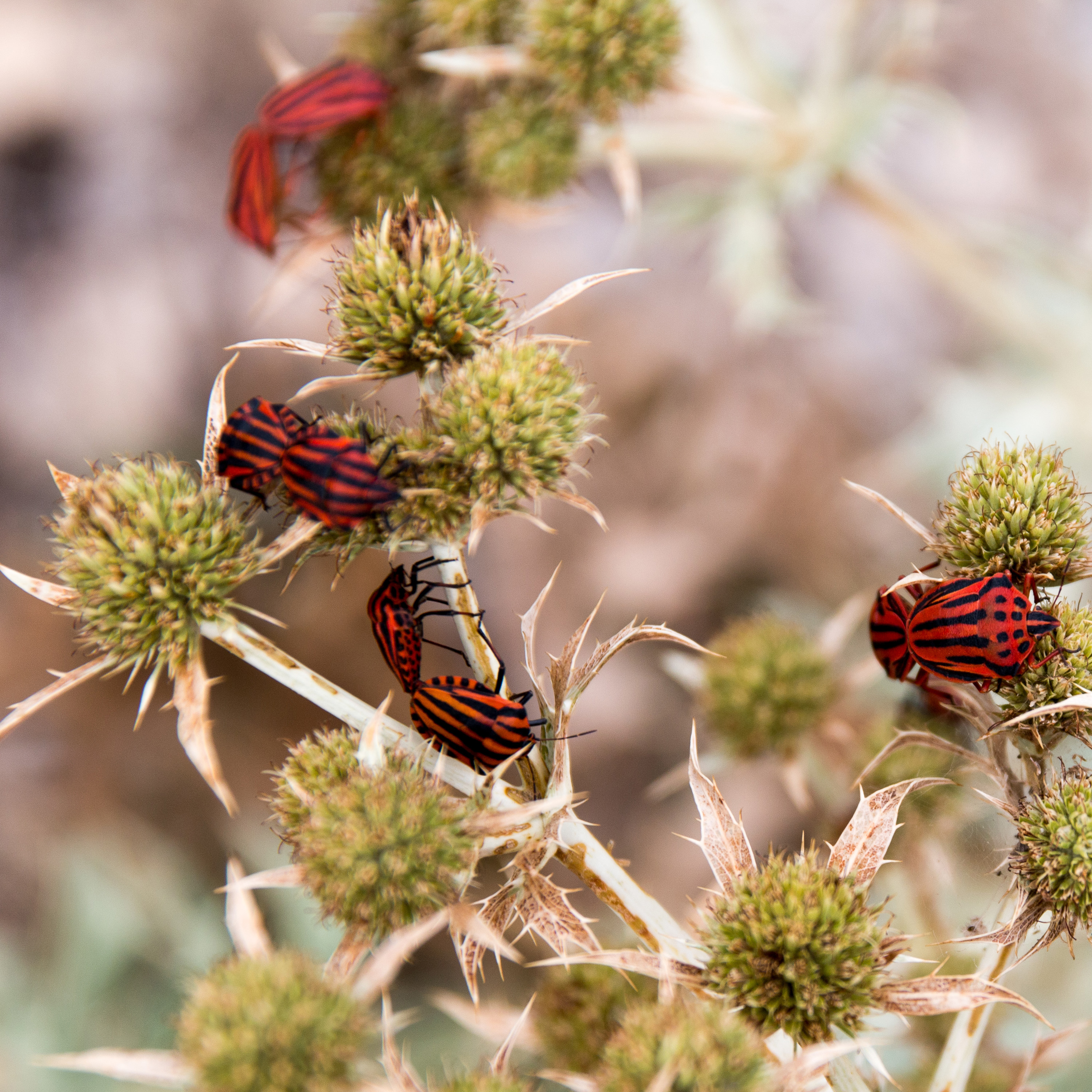
Xinxes puntejades (Graphosoma semiponctuatum) copulant sobre flors de panical (Eryngium campestre)